# Missionskyrkan, Finspång
Missionskyrkan, är en kyrkobyggnad i Finspång. Kyrkan tillhör Finspångs missionsförsamling och var ansluten till Svenska Missionsförbundet. Som Svenska Missionsförbundet uppgick 2011 i Equmeniakyrkan.

## Historik
För 1993 låg Missonskyrkan på Högbyvägen. 1993 slogs Finspångs missionsförsamling och Risinge missionsförsamling samman. Man beslutade att bygga en ny kyrka tillsammans. Den nuvarande kyrkan byggdes omkring 1993 och är belägen på Slottsvägen 13.

## Orgel
1963-1964 byggde Grönlunds Orgelbyggeri, Gammelstad en mekanisk orgel. Svällarluckorna är manuella.
| Manual        | Pedal   |
| Gedacht 8'    | Bihängd |
| Rörflöjt 4'   |         |
| Principal 2'  |         |
| Kvinta 1 1⁄3' |         |